# А потім ми танцювали
«А потім ми танцювали» (англ. And Then We Danced, груз. და ჩვენ ვიცეკვეთ) — шведсько-грузинсько-французький драматичний фільм 2019 року режисера Левана Акіна. Стрічка була кандидатом від Швеції на 92-у премію Оскар (2020).
Прем'єрний фестивальний показ стрічки відбувся 16 травня 2019 року на 72-му Каннському міжнародному кінофестивалі в секції «Двотижневик режисерів». Стрічка вийшла у обмежений прокат у Швеції 13 вересня 2019 року. Стрічка вийшла у обмежений прокат в Україні 2 січня 2019 року.

## Сюжет
Головний герой Мераб намагається довести своєму вчителю, що він вартий ролі у Національному грузинському ансамблі. У нього з'являється суперник Іраклій, який теж показує непогані здібності та майстерність володіння своїм тілом. Замість суперечностей між хлопцями виникає пристрасть, яка розділить їхні погляди на життя взагалі та на танець зокрема.

## У ролях
| Актор              | Роль   |
| ------------------ | ------ |
| Леван Гельбах'яні  | Мераб  |
| Ана Явакішвілі     | Марія  |
| Бачі Валішвілі     | Іраклі |
| Гіоргі Церетелі    | Давид  |
| Тамар Бухнікашвілі | Теона  |
| Анано Махарадзе    |        |
| Нінуца Габізонія   |        |

## Кошторис
Загальний кошторис стрічки — €800 тис. З цієї суми Шведський кіноінститут надав 3,5 млн кронів (~€350 тис.)

## Участь у кінофестивалях
Прем'єрний фестивальний показ стрічки відбувся 16 травня 2019 року на 72-му Каннському міжнародному кінофестивалі в секції «Двотижневик режисерів».
На 10-му Одеському міжнародному кінофестивалі стрічка отримала гран-прі «Золотий Дюк».